# چیپوا
چیپوا (به لهستانی:  Ciepła) یک روستا در لهستان است که در گمینا اورونگسکو واقع شده‌است.